# Learco Guerra
Learco Guerra (San Nicolò Po, Bagnolo San Vito, 14 d'octubre de 1902 - Milà, 7 de febrer de 1963) fou un ciclista italià, professional entre 1929 i 1943, en els que aconseguí més de 80 victòries. Amb una forma física imponent fou anomenat la locomotora humana. Sempre somrient, va saber conquerir el cor de la gent i es va fer molt popular.
Learco Guerra va debutar als 26 anys, una edat tardana, però això no va impedir que aconseguís un gran palmarès. Va guanyar el Campionat del Món de ciclisme el 1931, la Milà-San Remo el 1933 i el Giro d'Itàlia el 1934. Va ser el primer ciclista a dur la maglia rosa del Giro d'Itàlia en guanyar la primera etapa de l'edició de 1931, any en què aquest mallot s'instaurà. En aquesta cursa guanyà un total de 26 etapes, deu d'elles el 1934. Disputà dues edicions del Tour de França, ambdues finalitzades en segona posició, i amb un total de vuit victòries d'etapa.
Una vegada penjà la bicicleta es convertí en director esportiu. Sota les seves ordres va tenir, entre molts d'altres, a Hugo Koblet i Charly Gaul.
Afectat per la malaltia de Parkinson, va morir a Milà el 1963.
El 7 de maig de 2015 es va inaugurar el Passeig de la Fama de l'Esport italià al Parc Olímpic del Foro Italico de Roma. Cent fitxes registren cronològicament els noms dels atletes més representatius de la història de l'esport italià. Una d'aquestes fitxes li fou dedicada.

## Palmarès
- 1929
  -  Campió d'Itàlia de mig fons en ruta
  - 1r de la Copa Apenino
  - 1r de la Copa Diamant
  - 1r del Circuit de Ronco Ferraro
- 1930
  -  Campió d'Itàlia en ruta
  - 1r del Circuit Monte Berici
  - 1r de la Predappio-Roma
  - 1r de la Copa Caivano
  - 1r del Critèrium dels Asos de Torí
  - 1r al Premi Dupré-Lapize (amb Alfredo Dinale)
  - Vencedor de 3 etapes al Tour de França
  - Vencedor de 2 etapes al Giro d'Italia
- 1931
  -  Campió del Món de Ciclisme
  -  Campió d'Itàlia en ruta
  - 1r al Giro de la Província de Reggio de Calàbria
  - 1r al Circuit de Padua
  - 1r del Critèrium dels Asos de Milà
  - Vencedor de 4 etapes al Giro d'Italia
- 1932
  -  Campió d'Itàlia en ruta
  - 1r al Giro de la Toscana
  - 1r al Giro de Campània
  - 1r de la Predappio-Roma
  - 1r del Critèrium dels Asos de Torí
  - 1r al Gran Premi de Màntua
  - Vencedor de 6 etapes al Giro d'Italia
- 1933
  -  Campió d'Itàlia en ruta
  - 1r a la Milà-San Remo
  - 1r al Circuit de Bolonya
  - 1r del Critèrium dels Asos de Milà
  - 1r al Circuit de Belfiore a Màntua
  - Vencedor de 5 etapes al Tour de França
  - Vencedor de 3 etapes al Giro d'Italia
- 1934
  -  Campió d'Itàlia en ruta
  -  1r al Giro d'Italia i vencedor de 10 etapes
  - 1r a la Volta a Llombardia
  - 1r al Giro del Piemont
  - 1r al Giro de Campània
  - 1r a la Milà-Mòdena
  - 1r al Gran Premi de la Vall Scrivia
  - 1r a la Roma-Nàpols-Roma
  - 1r al Critèrium de Pàvia
  - 1r al Gran Premi FCI
  - 1r al Giro de la província de Milà, amb Domenico Piemontesi
  - 1r del Critèrium dels Asos de Milà
  - 1r al Critèrium de Florència
  - 1r al Critèrium de Niça
  - 1r al Critèrium de Lugano
- 1935
  - 1r al Giro de la Romanya
  - 1r al Giro de Campània
  - 1r a la Milà-Mòdena
  - 1r al Giro de Venècia
  - 1r al Giro de la província de Milà, amb Fabio Battesini
  - 1r als Sis dies d'Anvers, amb Adolphe Van Nevele
  - Vencedor de 5 etapes al Giro d'Italia
- 1936
  - 1r al Gran Premi de la Indústria
  - 1r al Giro de la província de Milà, amb Gino Bartali
- 1937
  - 1r a Cuneo
  - 1r al Critèrium de Lugano
  - 1 etapa al Giro d'Italia
- 1938
  - 1r de la Copa Ciutat de Milà
- 1940
  - 1r del Critèrium de Casalecchio de Reno
- 1942
  -  Campió d'Itàlia de mig fons

### Resultats al Giro d'Itàlia
- 1929. 24è a la classificació general
- 1930. 9è a la classificació general i vencedor de 2 etapes
- 1931. Abandona (9a etapa) i vencedor de 4 etapes
- 1932. 4t a la classificació general i vencedor de 6 etapes
- 1933. Abandona (6a etapa) i vencedor de 3 etapes
- 1934.  1r a la classificació general i vencedor de 10 etapes
- 1935. 4t a la classificació general i vencedor de 5 etapes
- 1936. Abandona (13a etapa)
- 1937. Abandona (9a etapa) i vencedor d'una etapa

### Resultats al Tour de França
- 1930. 2n a la classificació general i vencedor de 3 etapes
- 1933. 2n a la classificació general i vencedor de 5 etapes